# Armandiella
Armandiella é um género de gastrópodes pertencentes à família Camaenidae.
Espécies:
- Armandiella davidi (Deshayes, 1870)
- Armandiella sarelii (Martens, 1867)